# 南田園
南田園（みなみでんえん）は、東京都福生市の町名。現行行政地名は南田園一丁目から南田園三丁目。郵便番号は197-0004（あきる野郵便局管区）。

## 地理
福生市西部に位置し、多摩川左岸の沖積低地面にあたる。熊川、北田園、あきる野市二宮・小川・草花・平沢と隣接する。中央部を五日市線が築堤で横切り、その脇にUR福生団地が置かれている。拝島段丘のハケ下数か所から湧水が湧き出し、それらを利用したほたる公園や遊歩道公園が設置されている。

### 河川
- 下の川（暗渠）、下の川せせらぎ

### 地価
住宅地の地価は2014年（平成26年）1月1日に公表された公示地価によれば南田園3丁目6番12の地点で14万7000円/m2となっている。

## 歴史
1970年頃までは一面の田圃だった。
1975年(昭和50年)7月29日、「多摩河原土地区画整理事業」の完了に伴い、大字熊川字下河原から町名改称して南田園1丁目 ｰ 3丁目が設置された。
2004年(平成16年)4月1日、南田園3丁目北西部で施行された「田園西土地区画整理事業」の完了に伴う地番整理により、南田園3丁目60番地以降が設置された。

## 世帯数と人口
2018年（平成30年）1月1日現在の世帯数と人口は以下の通りである。
| 丁目         | 世帯数    | 人口    |
| ------------ | --------- | ------- |
| 南田園一丁目 | 507世帯   | 1,160人 |
| 南田園二丁目 | 1,135世帯 | 2,105人 |
| 南田園三丁目 | 678世帯   | 1,397人 |
| 計           | 2,320世帯 | 4,662人 |

## 交通
- 東京都道7号杉並あきる野線（五日市街道、睦橋通り）

## 施設
官公庁
- 東京法務局西多摩支局（南田園3-61-3）
- 国土交通省関東地方整備局京浜河川事務所多摩川上流出張所（南田園3-64-2）

教育
- 福生市立福生第五小学校（南田園1-2-2）
- 福生市立福生第三中学校（南田園3-1-1）

福祉
- 福祉センター・福生市社会福祉協議会（南田園2-13-1）
- れんげ園（通所型心身障害者支援施設）（南田園3-6-1）
- 私立つくしわらべ保育園（南田園1-4-12）
- 私立杉ノ子第二保育園（南田園3-4-2）
- 田園児童館（南田園3-6-1）

生涯学習
- 田園会館（地域会館）（南田園3-6-1）
- 川の志民館（南田園3-64-2）
- 南公園テニスコート、同グランド（南田園1-1-1）

警察
- 福生警察署南田園駐在所（南田園2-8-23）

公園
- 多摩川緑地福生南公園（南田園1-1-1）
- 明神下公園（南田園1-12-1）
- ほたる公園（南田園3-9-1）

商業
- スーパー
  - マルフジ南田園店（南田園2-15-1）
- ディスカウントストア・量販店
  - クリエイトSD（ドラッグストア）福生南田園店（南田園3-4-7）
  - セリア マルフジ南田園店（100円ショップ）（南田園2-8-7）
- コンビニ
  - セブンイレブン福生南田園1丁目店（南田園1-14-9）
  - ローソン福生南田園三丁目店（南田園3-4-7）